# El corazón de las tinieblas (película)
El corazón en las tinieblas es una película dirigida por el venezolano Román Chalbaud de 1990 basado en el proyecto de Pierre Kast Le Radjah de la Mer, inspirada en la novela corta homónima de Joseph Conrad.
Al igual que la novela, la película trata sobre el viaje al Congo de Joseph Conrad como colono entre 1890 y 1914. El filme muestra las dificultades de los europeos para sobrevivir al clima y las enfermedades de la selva congoleña, además de los abusos a los nativos por parte de los colonos consecuencia de la incomprensión de su cultura.

## Argumento
Joseph es un navegante que vuelve a casa de su tía tras 14 años en la mar, allí se involucra en el proceso de coloniaje africano firmando un contrato para viajar al Congo capitaneando el Florida.
El Florida naufraga apenas llega al Congo lo que los obliga a caminar por la selva congoleña en el corazón de las tinieblas. El Congo es un sitio hostil para la mayoría de los europeos que sucumben a las enfermedades como la malaria. Después de caer enfermo por gota Joseph decide volver a Inglaterra, su estadía en el Congo le ha dejado cojo y visiblemente desgastado.
En Inglaterra se dedica a la escritura, su primera novela en la que narra sus experiencias en el Congo es recibida de buena manera por el público. Hasta 1914 se dedica a su hogar y la escritura, cuando se alista en el ejército como marino lo que lo lleva nuevamente al mar, destinado a una misión que sería la última como hombre de la mar.